# Òrbita d'halo

Les òrbites d'halo orbiten al voltant dels punts de Lagrange L_{1}, L₂ o L₃ (òrbites no mostrades al diagrama).

En astrodinàmica, una òrbita d'halo és una òrbita periòdica i tridimensional que un cos pot seguir al voltant d'un dels punts de Lagrange L1, L₂ o L₃ en el problema dels tres cossos de la mecànica orbital. Tot i que un punt de Lagrange és només un punt en un espai buit, la seva peculiar característica és que es pot orbitar. Es pot considerar que les òrbites d'halo són el resultat d'una interacció entre l'atracció gravitatòria dels dos cossos planetaris i l'acceleració centrípeta de Coriolis en una nau espacial. Les òrbites d'halo existeixen en qualsevol sistema de tres cossos, per exemple, el sistema de satèl·lits que orbita entre el Sol i la Terra o el sistema de satèl·lits que orbita entre la Terra i la Lluna. A cada punt de Lagrange existeixen "famílies" contínues d'òrbites d'halo al nord i al sud. Com que les òrbites d'halo tendeixen a ser inestables, cal mantenir una estació per mantenir un satèl·lit a l'òrbita.
La majoria dels satèl·lits en òrbita d'halo tenen finalitats científiques, per exemple com a telescopis espacials.

## Definició i història
Robert W. Farquhar va utilitzar per primera vegada el nom "halo" per a aquestes òrbites en la seva tesi doctorat del 1968. Farquhar va defensar l'ús de naus espacials en una òrbita específica d'halo a la cara oculta de la Lluna (L₂ entre la Terra i la Lluna) com a estació de transmissió de comunicacions per a una missió Apollo a la cara oculta de la Lluna. Una nau espacial en aquesta òrbita d'halo estaria en una vista contínua tant de la Terra com a la cara oculta de la Lluna. Al final, no es va llançar cap satèl·lit de retransmissió per a l'Apollo, ja que tots els aterratges es va realitzar a la cara visible de la Lluna.
Farquhar va utilitzar expressions analítiques per representar òrbites d'halo; el 1984, Kathleen Howell va demostrar que es podien calcular numèricament trajectòries més precises.
La primera missió que va fer servir una òrbita d'halo va ser la ISEE-3, una sonda conjunta de l'ESA i la NASA llançada el 1978. Va viatjar fins al punt L1 entre el Sol i la Terra i va romandre-hi diversos anys. La següent missió d'utilitzar una òrbita d'halo va ser la Solar and Heliospheric Observatory (SOHO), també una missió conjunta de l'ESA/NASA per estudiar el Sol, que va arribar a l'L1 entre el Sol i la Terra el 1996. Va emprar una òrbita similar a la de la ISEE-3. Tot i que, des de llavors diverses altres missions han viatjat als punts de Lagrange, normalment han utilitzat les variacions no periòdiques relacionades anomenades òrbites de Lissajous en lloc d'una òrbita d'halo real.
El maig de 2018, la idea original de Farquhar es va realitzar finalment quan la Xina va col·locar el primer satèl·lit de retransmissió de comunicacions en una òrbita d'halo al voltant del punt L₂ entre la Terra i la Lluna. El 3 de gener de 2019, la nau espacial Chang'e 4 va aterrar al cràter Von Kármán a la cara oculta de la Lluna, mitjançant el satèl·lit de retransmissió Queqiao per comunicar-se amb la Terra.